# I Knew You Were Trouble
«I Knew You Were Trouble» (укр. «Я знала, що ти станеш проблемою») — пісня, написана американською кантрі, попспівачкою та автором пісень Тейлор Свіфт та шведськими продюсерами Максом Мартіном і Shellback для четвертого студійного альбому виконавиці Red. Спродюсована Мартіном і Shellback, композиція спочатку була випущена лейблом Big Machine 9 жовтня 2012 року, як промосингл. Пізніше, 27 листопада, «I Knew You Were Trouble» була випущена, як третій повноцінний сингл з Red на території США. У Великій Британії пісня стала другим синглом з платівки. Її реліз відбувся 10 грудня 2012 року.
«I Knew You Were Trouble» отримала в основному позитивні відгуки від музичних критиків, які хвалили спрямованість запису, але зазначали, що Свіфт не зайшла занадто далеко в експериментах з дабстепом. У перший тиждень після релізу, композиція була продана в кількості 416 тис. примірників в США, що допомогло їй дебютувати на третьому місці в Billboard Hot 100. Сингл також потрапив в чарти Австралії, Канади, Ірландії, Японії, Нової Зеландії та Великої Британії. Пізніше пісня стала повільно залишати чарти, але після повноцінного релізу і випуску відео досягла нових успіхів, піднявшись до другого місця в Billboard Hot 100 і встановила новий рекорд продажів, розійшовшись за тиждень тиражем в 582 тисячі примірників у США. «I Knew You Were Trouble» стала четвертим найбільшим розпроданим цифровим синглом в історії американського музичного ринку.
Канадська група Walk Off the Earth спільно з бітбоксером KRNFX опублікували кавер-версію пісні у 2013 році.

## Передісторія та реліз
Коли Свіфт представила «I Knew You Were Trouble» у телепередачі Good Morning America від 8 жовтня 2012 року, співачка говорила, що композиція є однією з її найулюбленіших пісень в альбомі, оскільки звучить також хаотично, як і ті почуття, що вона відчувала, коли писала її. «Ця пісня про розчарування в самій собі, тому що зараз твоє серце розбите, але ти ж, коли вперше зустріла цю людину, чудово бачила всі попереджувальні знаки й все одно пішла на все це, так що це суцільна ганьба».
ЗМІ відразу стали спекулювати на тему того, що пісня написана про колишнього хлопця співачки Джона Меєра, протиставляючи її іншій пісні — «Dear John» з третього альбому Speak Now (2010). Пізніше вони стали припускати, що пісня написана про Гаррі Стайлса з групи One Direction, з яким, як повідомлялося в пресі, Свіфт зустрічалася.
Композиція була відправлена для ротації на радіо як третій сингл з Red 27 листопада 2012 року. У Великій Британії реліз відбувся пізніше — 10 грудня. На компакт-диску сингл (на якому також розміщено відео на пісню) надійшов у продаж 13 грудня 2012 року через офіційний магазин Свіфт та інтернет-магазин Amazon.com. Компакт-диски з синглом були пронумеровані й продавалися, як самі по собі, так і з доповненнями у вигляді футболки, оформленому в стилі Red рюкзаком і унікальним блокнотом.

## Реакція критиків
Джон Караманика з The New York Times назвав композицію «однією з найкращих поп пісень цього року» і зазначив, що елементи дабстепу «з'являються в середині [композиції], як комета, змінюючи не тільки настрій пісні, але і кар'єру міс Свіфт».
У Spin порівнювали пісню з першим синглом альбому «We Are Never Ever Getting Back Together» в позитивному сенсі, визначивши композицію, як «бадьорий, суперпомітний поп» і «нескінченно далеку від традиційного кантрі».
Рей Рамен з Entertainment Weekly зазначив у своєму огляді, що «I Knew You Were Trouble» «володіє таким же зухвалим поп радіо шармом, який зробив інший альбомний вибуховий номер „We Are Never Ever Getting Back Together“ хітом номер один».
На сайті MTV описували трек, як «хаотичний» загостривши увагу на те, що «пісня охоплює всі жанри музики разом, починаючи з прямолінійного мейнстримового радіо попа, кантрі й закінчуючи навіть танцювальною музикою, особливо в ударних приспівах».
Рецензія Idolator була змішаною, але обнадійливою в тому моменті, що Свіфт вдалося змінити її типове звучання. У виданні писали, що "хук [пісні] не настільки прямолінійний, як в «We Are Never Ever Getting Back Together», але клеймо Мартіна стоїть на цій пісні всюди, починаючи від яскравого, блискучого інструментування і закінчуючи вивіреною, придатною для радіоефірів мелодією. Можливо деякі з нас занудьгують з дуже особистим і своєрідним авторством Свіфт, але абсолютно ясно, що воно представлене повною мірою на альбомі, а залучення відомих продюсерів до процесу дало виконавиці шанс показати, що вона більш універсальний артист, ніж просто «дівчина з гітарою».

## Музичне відео
Ентоні Мандлер зняв кліп на пісню «I Knew You Were Trouble». Відео знімали в Лос-Анджелесі протягом двох днів, в якому Рів Карні виступає любовним інтересом Свіфт. У відео Свіфт носить рожеву зачіску омбре, розірвану футболку та вузькі джинси. Видання Marie Clare прокоментувало, що цей «різкий» вигляд збігся з її широко розрекламованими відносинами з англійським співаком Гаррі Стайлсом, що означало її переростання публічного іміджу «хорошої дівчини».
Свіфт підсумувала наратив відео: «Я хотіла розповісти історію дівчини, яка потрапляє в занадто швидкий для неї світ і страждає від наслідків». Відео починається з того, що Свіфт прокидається в пустелі, заповненій сміттям з концерту напередодні ввечері, переплетеного зі спогадами про неї і її любовний інтерес/ Свіфт виголошує монолог, розмірковуючи про минулі стосунки, роблячи висновок: «Я думаю, що найгіршим у всьому цьому була не втрата його. Це втрата мене». Коли починається пісня, ми бачимо як Свіфт і її любовний інтерес діляться інтимними моментами. Він демонструє ненадійну поведінку, бере участь у бійках у барі та заграє з іншими дівчатами під час рейву. Відео закінчується тим, що Свіфт одна в тій же пустелі, що і на початку відео.
Станом на березень 2024 року музичне відео мало 520 мільйонів переглядів на відеохостингу YouTube.

## Чарти
| Чарт (2012-13)                             | Місце |
| ------------------------------------------ | ----- |
| ARIA                                       | 3     |
| Ö3 Austria Top 40                          | 28    |
| Ultratop 50 Flanders                       | 13    |
| Ultratop 50 Wallonia                       | 29    |
| Canadian Hot 100                           | 2     |
| Rádio Top 100                              | 27    |
| Tracklisten                                | 3     |
| SNEP                                       | 112   |
| IRMA                                       | 4     |
| Media Forest                               | 7     |
| Japan Hot 100                              | 51    |
| Dutch Top 40                               | 24    |
| Recorded Music NZ                          | 3     |
| Official Charts Company                    | 2     |
| Rádio Top 100                              | 97    |
| Schweizer Hitparade                        | 25    |
| UK Singles Chart (Official Charts Company) | 2     |
| Billboard Hot 100                          | 2     |
| Adult Contemporary (Billboard)             | 29    |
| Adult Top 40 (Billboard)                   | 5     |
| Digital Songs (Billboard)                  | 1     |
| Mainstream Top 40 (Billboard)              | 1     |